# Naivasha (jezioro)

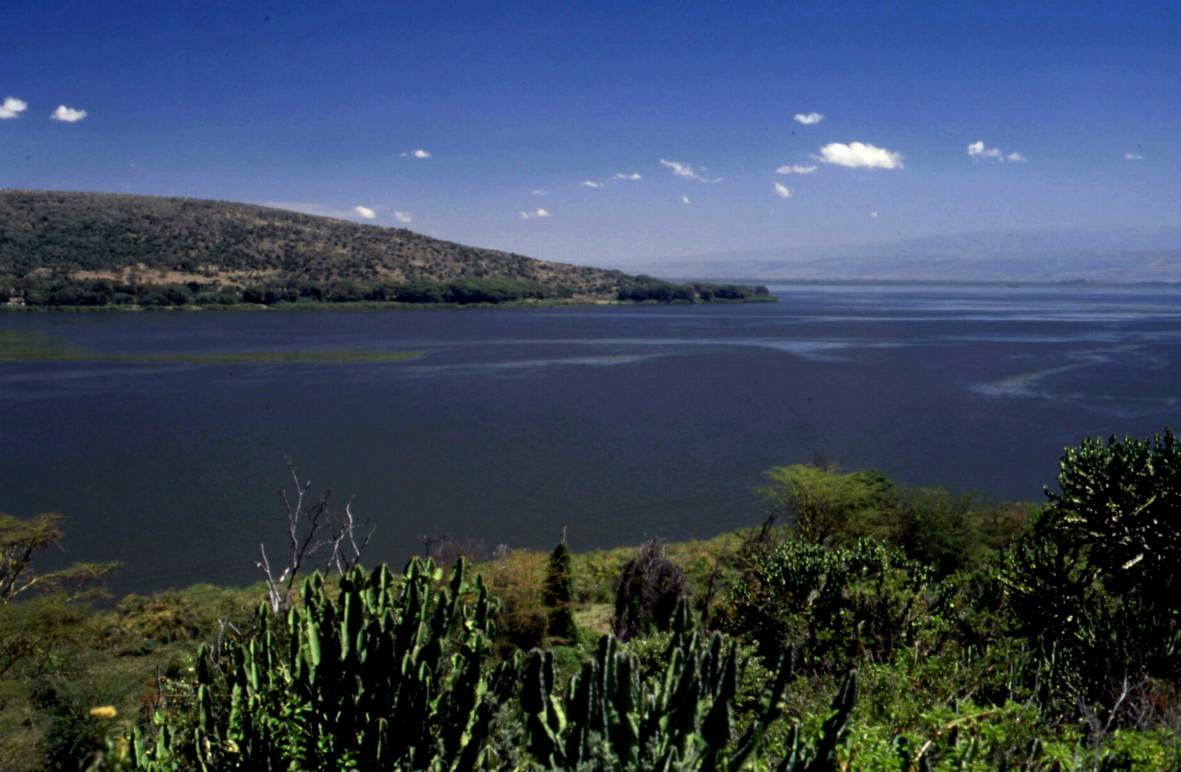
Widok na jezioro Naivasha

Naivasha – jezioro bezodpływowe w południowo-zachodniej Kenii w Wielkim Rowie Afrykańskim o powierzchni ok. 140 km². Jest ono położone na wysokości 1884 m n.p.m. Wpływają do niego rzeki: Engare, Melewa oraz Gilgil, a od północy jest otoczone bagnami. Jezioro jest znaną atrakcją turystyczną.
W latach 60. XX wieku nad jeziorem mieszkała pisarka Joy Adamson.